# Krowica
Krowica – wieś w Polsce położona w województwie lubelskim, w powiecie chełmskim, w gminie Siedliszcze.
| SIMC    | Nazwa   | Rodzaj    |
| ------- | ------- | --------- |
| 0107614 | Maczuły | część wsi |

W latach 1975–1998 miejscowość administracyjnie należała do województwa chełmskiego. 
Wieś stanowi sołectwo gminy Siedliszcze. Według Narodowego Spisu Powszechnego (III 2011 r.) liczyła 89 mieszkańców i była 22. co do wielkości miejscowością gminy Siedliszcze.

## Historia
Według Słownika geograficznego Królestwa Polskiego z roku 1883 wieś w powiecie chełmskim, gminie i parafii Pawłów. Nie zamieszczona w spisie urzędowym wsi guberni lubelskiej z 1872 r.